# El barco (canción de Karol G)
«EL BARCO» es una canción de la cantante colombiana Karol G. La canción pertenece a su tercer álbum KG0516, el cual fue presentado al público en el programa estadounidense The Tonight Show Starring Jimmy Fallon. Durante el show, la cantante dio una entrevista por videoconferencia e interpretó la canción mediante un video pregrabado y editado.

## Antecedentes
Inicialmente lanzado como sencillo promocional un día antes del lanzamiento de KG0516, el 24 de marzo de 2021 sin previo aviso, fue presentado en vivo en The Tonight Show Starring Jimmy Fallon.
El 11 de mayo de 2021, la artista estrenó la canción como nuevo sencillo para el álbum, así como su videoclip.

## Desempeño comercial
«El barco» debutó y alcanzó el puesto 19 de la lista estadounidense Billboard Hot Latin Songs el 10 de abril de 2021. Recibió 5 veces la certificación platino latino de la RIAA el 24 de noviembre de 2021, por ventas de 300.000 unidades equivalentes.

## Promoción

### Video musical
El video musical de «El barco» fue lanzado el 11 de mayo de 2021. El video consiste en la presentación en el programa The Tonight Show Starring Jimmy Fallon.
Previamente fue lanzado en el canal oficial de Jimmy Fallon, pero fue eliminado y Karol G lo resubió ese día.

### Presentaciones en vivo
Karol G presentó en vivo la canción en el programa de televisión The Tonight Show Starring Jimmy Fallon el 24 de marzo de 2021; ella cantó encima de un bote y una pantalla que proyectaba agua, paisajes con montañas y nubes.
El 3 de marzo de 2022, «El barco» fue interpretado en el evento de Billboard Women in Music, donde la artista también fue honrada con el premio The Rulebreaker.

## Posicionamiento en listas
| Listas (2021)                    | Mejor posición |
| -------------------------------- | -------------- |
| Estados Unidos (Hot Latin Songs) | 19             |

## Historial de lanzamiento
| Región | Fecha               | Formato                    | Sello                 |
| ------ | ------------------- | -------------------------- | --------------------- |
| Varios | 24 de marzo de 2021 | Descarga digital streaming | Universal Music Latin |